# Vojtěch Barta
Vojtěch Barta (30. září 1879 Velim – 1. prosince 1922 Praha) byl rytmistr polní pilot rakousko-uherského letectva, major československé armády.

## Život
Jeho otec byl správcem cukrovaru ve Velimi. Dva roky studoval na české nižší reálce v Praze, další dva roky pak na obchodních akademiích v Olomouci a v Linci, kde maturoval. V roce 1900 nastoupil jako jednoroční dobrovolník k 11. hulánskému pluku rakousko-uherské armády v Terezíně. Rozhodl se stát důstojníkem z povolání. Absolvoval jezdeckou školu v Pardubicích (1903-1904) a ústav pro učitele jízdy ve Vídni. Po vypuknutí 1. světové války byl jmenován rytmistrem (německy Rittmeister) jezdectva. V roce 1915 se stal velitelem II. eskadrony. Dne 10. září 1915 byl na základě vlastní žádosti odvelen k letectvu, kde létal jako letecký pozorovatel u 15. letecké peruti (Flik 15) a u 8. letecké peruti (Flik 8). Dne 17. března 1917 byl jmenován polním pilotem. Od prosince 1916 do února 1917 velel náhradní letecké setnině 3 (Flek 3) v Thalerdorfu (letiště Štýrský Hradec). Od února 1917 do 20. května 1918 velel 15. letecké peruti (Flik 15), tam se mu podařilo získat dvě vzdušná vítězství, při druhém leteckém souboji byl raněn. Dne 20. května 1918 se stal vyšším leteckým velitelem, dne 13. července 1918 pak zástupcem velitelstva letectva u 11. rakousko-uherské armády.
Po skončení první světové války a vzniku Československa vstoupil do československé armády. Od 15. ledna 1919 byl pobočníkem velitele Zemského vojenského velitelství na Slovensku Františka Schöbla. Dne 1. července 1919 se stal velitelem spojených eskadron v Praze-Vršovicích a byl jmenován majorem, od 1. ledna 1920 byl velitelem Ústřední ekvitační školy jízdy v Pardubicích, v polovině roku 1920 odešel na zdravotní dovolenou. V roce 1921 byl ze zdravotních důvodů penzionován a dne 1. prosince 1922 spáchal sebevraždu, zastřelil se.

## Vyznamenání (výběr)
- Řád železné koruny 3. třídy s válečnou dekorací a meči
- Stříbrná medaile za statečnost I. třídy, pro důstojníky